# Деушу (Клуж)
Деушу (рум. Deușu) насеље је у Румунији у округу Клуж у општини Кинтени. Oпштина се налази на надморској висини од 523 m.

## Становништво
Према подацима из 2002. године у насељу је живело 252 становника, од којих су сви румунске националности.